# Distretto di Qyzylzhar
Il distretto di Qyzylzhar (in kazako: Қызылжар ауданы) è un distretto (audan) del Kazakistan con  capoluogo Besköl.